# کروپاخ
کروپاخ (به آلمانی: Kroppach) یک شهر در آلمان است که در وستروالدکرایس واقع شده‌است. کروپاخ ۶۴۹ نفر جمعیت دارد.